# Anne-François de Bassompierre

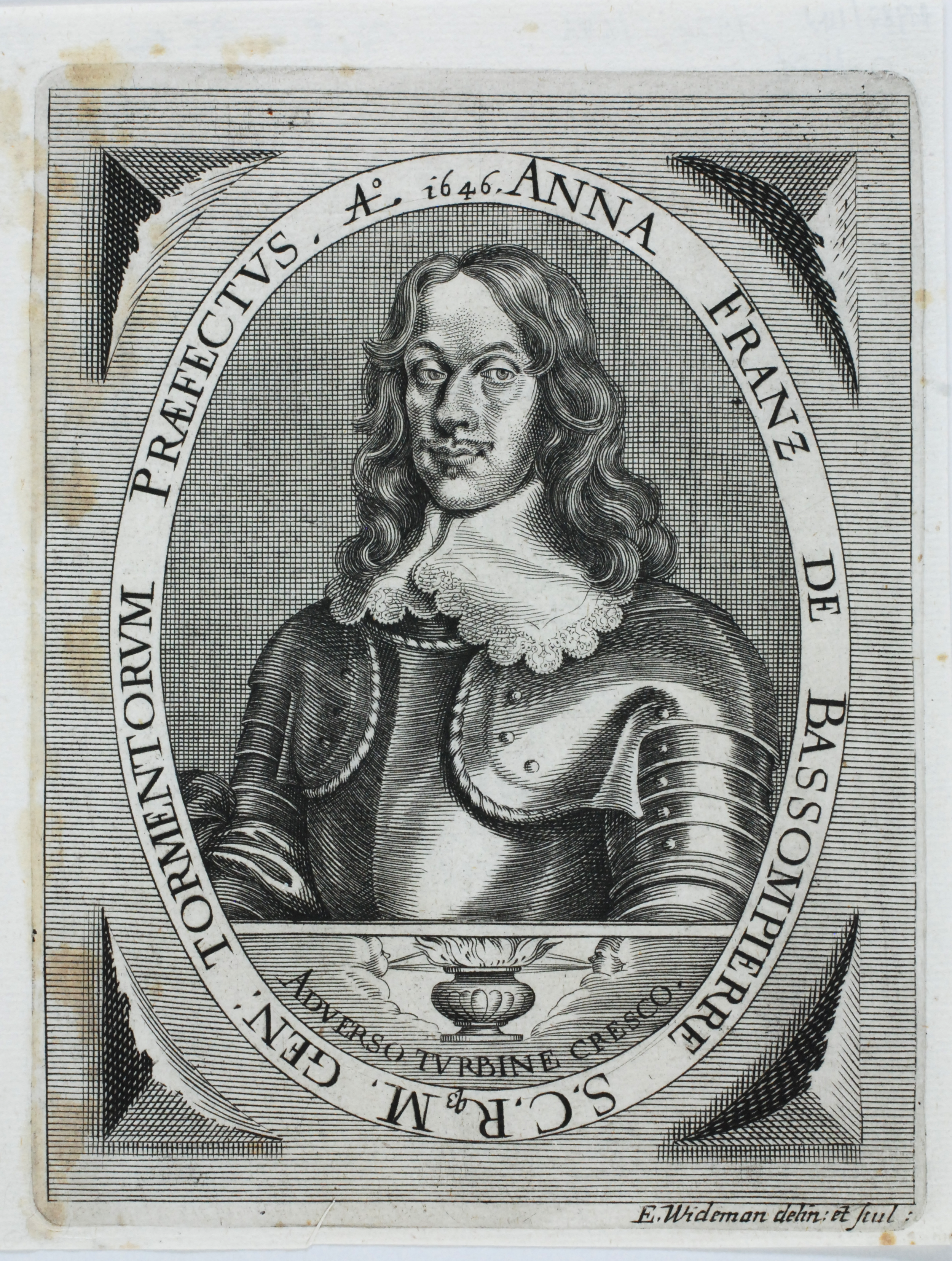
Anne-François de Bassompierre

Anne-François de Bassompierre (* März 1612 in Removille; † 30. April 1646 in Staffelstein) war ein lothringischer Adliger und Militär, der während des Dreißigjährigen Kriegs für Frankreich, das Herzogtum Lothringen und die Kaiserliche Armee kämpfte. Als kaiserlicher Feldzeugmeister starb er im Duell mit Johann Sigismund Mislik von Hirschov, einem General aus der eigenen Armee.

## Leben
Anne-François wurde als Sohn von Georges-Africain de Bassompierre, Marquis de Removille (1587–1632), und Henriette de Tournielle de Gerbéviller († 1637) geboren. Der Marschall von Frankreich François de Bassompierre (1579–1646) war sein Onkel.
Im Alter von 12 Jahren wurde er von seinem Onkel zum Erlernen der deutschen Sprache an der Universität Freiburg immatrikuliert, wo er zwei Jahre lang studierte. 1627 trat er im Alter von 15 Jahren in die französische Armee ein und nahm an der Belagerung von La Rochelle und weiteren Feldzügen gegen die Hugenotten teil. Außerdem kämpfte er in den Niederlanden und in Italien. Als sein Onkel 1631 auf Anordnung des Ersten Ministers Richelieu verhaftet wurde, floh Anne-François aus Frankreich. Im folgenden Jahr wurde er Oberst in der Armee des Herzogs Karl IV. von Lothringen, bald darauf auch Generalwachtmeister. Nach der Besetzung Lothringens durch die französische Krone im Jahr 1633 trat er mit 400 Mann ihm verbliebener Soldaten in die kaiserliche Armee der Habsburger ein.
Im März 1634 wurde er in der Schlacht bei Wattwiller gegen die Schweden unter Rheingraf Otto Ludwig von Salm-Kyrburg-Mörchingen schwer verwundet und gefangen genommen. Er kam rechtzeitig wieder frei, um an der erfolgreichen Schlacht bei Nördlingen im September teilzunehmen. Im April 1635 wurde er auch kaiserlicher Generalwachtmeister und kämpfte unter Matthias Gallas und dem Herzog von Lothringen die nächsten zwei Jahre in seiner lothringischen Heimat gegen die Franzosen. Im Oktober 1638 geriet er im Treffen auf dem Ochsenfelde im südlichen Elsass in Gefangenschaft französisch-weimarischer Truppen. Erst im Februar 1640 kam er im Tausch gegen Bernhard Schaffalitzky von Muckadell frei.
Im Jahr 1644 erhielt Bassompierre wieder das Kommando über ein kaiserliches Kürassierregiment. Ende des Jahres verstärkte er die von den Schweden in Bernburg blockierte kaiserliche Hauptarmee unter Matthias Gallas. Beim Versuch, mit der Kavallerie die Blockade zu durchzubrechen, wurde er am 3. Dezember in die Niederlage bei Jüterbog verwickelt, konnte sich aber nach Böhmen durchschlagen. Auch in der folgenden Schlacht bei Jankau gegen die Schweden konnte Bassompierre trotz Niederlage entkommen und erstattete Kaiser Ferdinand III. in Prag Bericht über die Schlacht. Zu Beginn des Feldzuges von 1646 gerieten er und der Feldmarschallleutnant Mislik beim Heimritt von einer Generalsbesprechung im Hauptquartier der Armee in einen Streit. Beide stellten sich zu einem Duell auf, in dem Bassompierre tödlich verletzt wurde.
Bassompierre war Baron der Herrschaften Chatelet, Baudricourt, Savigny und Dommartin.